# Howard Ferguson (homme politique)
Pour les articles homonymes, voir George Ferguson, Howard Ferguson et Ferguson.
George Howard Ferguson (né le 18 juin 1870 et décédé le 21 février 1946) était un homme politique conservateur canadien. Il a été premier ministre de l'Ontario de 1923 à 1930. Il appartenait à la franc-maçonnerie.

## Biographie
Né le 18 juin 1870, Ferguson était le fils du député Charles Frederick Ferguson. Il a étudié à l'Université de Toronto et Osgoode Hall. Après avoir été admis au barreau, il est retourné à Kemptville pour y pratiquer le droit. Dans cette ville, Ferguson a été élu au conseil municipal. Il a épousé Ella Cumming en 1896.

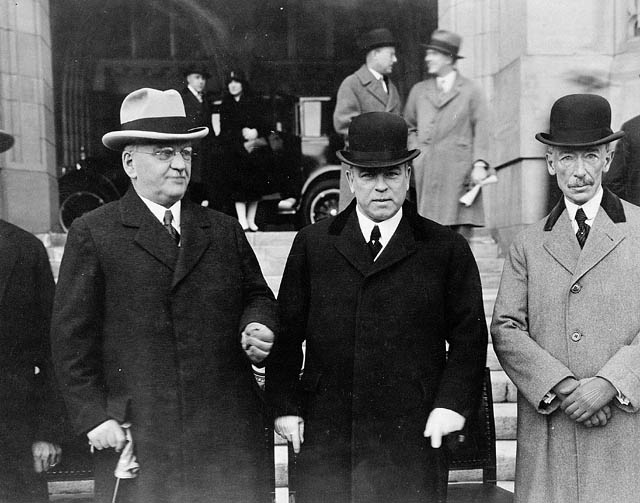
(À gauche) Howard Ferguson, le 9e premier ministre de l'Ontario (au centre) avec le 10e premier ministre du Canada William Lyon Mackenzie King et (à droite) le 14e premier ministre du Québec Louis-Alexandre Taschereau dans la conférence de Dominion-Provincial, le 23 novembre 1927

Il a été élu à l'Assemblée législative de l'Ontario sous la bannière du Parti conservateur pour la première fois en 1905. De 1914 à 1919, il était Ministre des Terres, des Forêts et des Mines. En tant que ministre il approuvait la réservation de 5 000 milles carrés du bois à pâte des terres de la Couronne au Mead Corporation, ainsi que 1 500 milles carrés au Abitibi Power and Paper Company, malgré La loi sur le bois de la Couronne qui nécessitait la vente du bois à pâte sur appel d'offres. Il déclarait à l'époque : « Mon ambition est d'établir l'industrie du papier la plus grande au monde dans cette province. Mon attitude à cet égard est de tout faire pour que cela se produise. » Après qu'il est devenu premier ministre de l'Ontario, il a réservé un autre 3 000 milles carrés à Abitibi Power and Paper Company.
En plus, en tant que ministre il a vendu des concessions forestières au Shevlin-Clarke Lumber Company (sous le commandement du Conservateur James Arthur Mathieu) pour la moitié du prix qu'elles devaient normalement recevoir. La compagnie a dû payer une amende de 1,5 million pour avoir contrevenu La loi sur le bois de la Couronne. Ces opérations financières ont été critiquées dans une enquête ultérieure dans laquelle la commission a rendu compte que : « Nous sommes d'avis que aucun ministre devrait avoir le pouvoir d'accorder les droits sur les terres de la Couronne en dehors du règlement. »
L'année prochaine Ferguson est devenu le chef du Parti conservateur après la défaite du gouvernement Hearst cette année-là. 

### Premier ministre
En 1923 le parti conservateur de l'Ontario remporte l'élection en défaisant la coalition entre les Fermiers Unis de l'Ontario et les Travaillistes sous Ernest C. Drury. Les conservateurs remporte 75 sièges sur 111 à la législature. Le gouvernement de Ferguson encourageait les investissements privés dans l'industrie et le développement des ressources naturelles de la province pour atteindre la prospérité. 
Ferguson est surtout connu pour sa politique anti-francophone. En 1911, il a déclaré dans la législature « qu'aucune langue autre que l'anglais devrait être utilisé comme langue d'apprentissage dans les écoles de cette province. » Il déclarait cela malgré le fait qu'un nombre significatif de la population était franco-canadienne. Cette politique sectaire reposait sur une base de soutien des Orangemen, une société fraternelle protestante affiliée au mouvement orangiste mondial originaire de l'Irlande du Nord. Ce mouvement a eu un préjugé anti-catholique et anti-français. En 1912, le gouvernement ontarien a adopté le règlement numéro 17 qui restreignait l'usage du français comme langue d'apprentissage dans les écoles. Ce règlement a suscité un tollé au Québec, et constituait un irritant pour l'unité nationale pendant la Première Guerre mondiale. 
En revanche, quand Ferguson devenait premier ministre, il a renversé cette politique en permettant plus d'instruction en français dans les écoles ontariennes. Néanmoins, son gouvernement refusait de légiférer pour financer le système d'écoles catholiques au-delà de la 8e année. Ce renversement était le résultat d'une alliance entre Ferguson et le premier ministre du Québec, Louis-Alexandre Taschereau, qui avaient formé ensemble un partenariat contre le fédéral afin de réclamer plus de pouvoir concernant le contrôle de leurs ressources naturelles. 
Sous Ferguson, le gouvernement a tenu un plébiscite en 1924 sur la question d'assouplir les lois sur la prohibition. Une faible majorité a voté contre la prohibition. Par la suite, Ferguson a permis la vente de la bière avec une teneur en alcool ne dépassant pas 2,2%. Cette bière était connue sous le nom de « Fergie's foam ».